# Sockburn
Sockburn è un villaggio ed ex parrocchia civile a sud di Darlington, nella contea di Durham, in Inghilterra.  Si trova all'apice di un meandro del fiume Tees, conosciuto localmente come la penisola di Sockburn.  Oggi, tutto ciò che resta del borgo è un palazzo signorile di inizio Ottocento, una chiesa diroccata e un casale costruito alla fine del Settecento.
Sockburn era una volta una parrocchia più grande.  L'antica parrocchia comprende le cittadine di Sockburn nella contea di Durham, e Girsby e Over Dinsdale, entrambe sulla sponda opposta del fiume Tees nel North Riding of Yorkshire. Nel 1866 Girsby e Over Dinsdale divennero parrocchie civili separate.  Nel 1961 la parrocchia aveva solo 32 abitanti.  Al censimento del 2011 la popolazione della parrocchia civile era rimasta inferiore a 100. I dettagli si possono trovare nella parrocchia di Neasham.
Durante l'Alto Medioevo, Higbald, vescovo di Lindisfarne, fu incoronato a Sockburn nel 780 o 781 e anche Enabled, Arcivescovo di York, nel 796.
Per molti secoli la tenuta è stata nelle mani della famiglia Conyers (una famiglia di baroni inglesi). In epoca medievale si dice che Sir John Conyers (un cavaliere Anglo-normanno) abbia ucciso una Viverna (o Drago) che stava terrorizzando il distretto.  La pietra sotto la quale sarebbe stato sepolta la Viverna di Sockburn è (o almeno fino a poco tempo fa era) ancora visibile, e il Falcione con cui si diceva fosse stata uccisa si trova nel Tesoro della Cattedrale di Durham.  Poiché Sockburn era il punto più meridionale della diocesi di Durham, la spada è stata cerimonialmente presentata dal Signore del maniero a ciascun nuovo Vescovo di Durham quando entrava nella sua diocesi per la prima volta al guado locale o al vicino Ponte di Croft-on-Tees.  Questa usanza si estinse all'inizio del diciannovesimo secolo, ma fu ripresa dal vescovo Jenkins nel 1984, il sindaco di Darlington a fare gli onori di casa.
La storia della viverna può essere ispirata dalle navi lunghe dei predoni Vichinghi, che scolpivano le teste dei Draghi (Ormr) sulla Prua, tuttavia questo non tiene conto della consuetudine dei draghi nel folklore germanico, incluso quello della Northumbria.